# TVH Kids Channel
TVH (cunoscut ca TVH Kids Channel în perioada decembrie 2018 - mai 2019) (fost TVH 2.0, TVRM Educațional, TVRM) a fost un canal de televiziune cultural și educațional, ulterior dedicat copiilor și adolescenților. Emisiunile dedicate copiilor și adolescenților sunt marcate prin denumirea "TVH Kids Channel", cu Andra Gogan, ca imagine a stației și cu o siglă și pachet grafic diferit. Sigla folosește culorile albastru și portocaliu și este afișată intermitent cu sigla standard a televiziunii TVH.
Televiziunea TVH putea fi recepționată prin intermediul diverșilor furnizori de televiziune cu plată, precum și prin satelit.

## Istorie

### TVRM (2000 - 2005)/TVRM Educațional (2005 - 2012)
TVRM (TV România de Mâine) a început să emită pe 1 august 1999 și a fost lansat oficial pe 20 mai 2002, fiind un post național universitar și cultural care s-a adresat tuturor românilor dar în special tinerilor. La data de 10 octombrie 2005, la aniversarea de 6 ani, TVRM a devenit TVRM Educațional.

### TVH 2.0 (2012 - 2013)/TVH (2013 - 2019)
Pe 23 februarie 2012 TVRM Educațional a devenit TVH 2.0 ca parte a proiectului România 2.0. La data de 2 mai 2013 TVH 2.0 a fost redenumit în TVH. Totodată a inclus în grilă și documentare Discovery. În 2014 a fost relansat ca un canal generalist difuzând și filme, seriale, documentare urmând ca în octombrie 2016 să-și schimbe logo-ul aducând o nouă serie de emisiuni sub sloganul "E parte din tine". Totodată TVH a lansat și versiunea HD. La data de 24 decembrie 2018 TVH s-a transformat într-un canal românesc pentru adolescenți (cunoscut ca TVH Kids Channel) cu Andra Gogan imaginea stației.
După 20 ani de funcționare, TVH și-a încetat emisia complet din 22 mai 2019 după anunțul făcut în februarie 2019.

### Emisiuni
TVH 2.0 (2012 - 2013)
- Sondajul zilei
- Albă ca Zăpada (emisiune)
- Internetul știe tot
- Azi, despre ieri și mâine
- Amintiri despre viitor
- Portrete și consemnări
- Anul electoral 2012
- Matinal 2.0
- Viața fără fard
- Medicina TV
- Forum IT
- Nocturna sportivă
- Universitaria
- Săptămâna viitoare
- Doctor H
- Jurnal 2.0
- Bun venit în România
- Restart România
- Interviurile TVH 2.0
- Lecție de autoapărare. Tehnici esențiale
- Enciclopedia animalelor
- Cafe Concert

TVH (2013 - 2018)
- TVH Știri
- Umblă vorbă
- Crezi că știi?
- MyKARAOKE STAR
- Petrecere la han
- Seara cântecului românesc
- Cabaret Show
- Interviurile TVH (din 2017 Interviurile lui Matei Georgescu)
- Secretele comunicării eficiente
- Povești franceze
- Ochiul de veghe
- România spirituală
- Jurnal viral
- Prin lume în 30 de minute
- DreamStar Junior Music Contest
- Vremea LIVE
- Transformarea
- Seara târziu
- Kooperativa 2.0
- Erasmus 30
- Generația Erasmus+
- Restart România
- Doctor H
- Senzații în bucătărie
- Playlist
- Analiza zilei
- My Karaoke
- Weekend Show
- Petrecere românească
- Viral Online
- O lume sub lupă
- O 9 zi
- Haideți la show!
- Tele Viral
- Medicina TVH
- Călător prin țara mea
- Autoapărare. Tehnici esențiale

TVH Kids Channel (2018 - 2019)
- Andra Show
- Move UP!
- Video Creator
- Junior Talent
- Povestea de seară
- Junior Quiz
- Atelierul Creativ
- Top Happy Music
- Micul bucătar
- Music Time (bloc de muzică)
- Junior TV Talent Show

### Seriale
TVH 2.0 (2012 - 2013)
- Destine furate
- Suflete pereche (serial filipinez)
- Frații Karamazov

TVH (2013 - 2018)
- Grachi
- Adventure Game
- Cheia Sol (serial românesc)
- Secrete spulberate (serial românesc)
- Cavalerii cerului
- Mara Clara
- O iubire eternă
- Alesul inimii
- A fost odată ca niciodată

TVH Kids Channel (2018 - 2019)
- Grachi (sezonul 1a)
- Kenny Rechinul
- How to Become Popular at High School (serial românesc, sezoanele 1 - 3)

## Legături externe
- Site-ul oficial Arhivat în 28 februarie 2019, la Wayback Machine.